# エリザベス・ペティ (シェルバーン女男爵)
シェルバーン女男爵エリザベス・ペティ（英語: Elizabeth Petty, Baroness Shelburne、17世紀 – 1708年2月）は、アイルランド貴族。

## 生涯
サー・ハードレス・ウォラーとエリザベス・ダウドール（サー・ジョン・ダウドールの娘）の娘として生まれた。
1653年10月23日、初代準男爵サー・モーリス・フェントン（1664年没）と結婚した。
- ウィリアム（1655年頃? – 1671年3月17日） - 第2代準男爵、生涯未婚

1667年にサー・ウィリアム・ペティ（1687年12月16日没）と再婚、3男1女をもうけた。
- アン（1737年11月没） - 1693年1月14日、初代ケリー伯爵トマス・フィッツモーリスと結婚、子供あり[3]
- ジョン（1669年2月15日洗礼 – 1670年2月28日埋葬）[1]
- チャールズ（1672年頃 – 1696年） - 初代シェルバーン男爵[1]
- ヘンリー（1675年 – 1751年） - 初代シェルバーン男爵、初代シェルバーン伯爵[4]

夫の功績により、その死後の1688年12月31日に一代貴族であるアイルランド貴族におけるウェックスフォード県のシェルバーン女男爵に叙された。息子チャールズも同日にシェルバーン男爵に叙されたが、こちらは一代貴族ではなく世襲貴族である。
ナーシサス・ラットレルの日記（1693年2月25日の欄）によれば、ペティの死後にアイルランド出身のサー・ジョージ・クロフトン（Sir George Crofton）と結婚したというが、『完全準男爵名鑑』（The Complete Baronetage）では結婚の証拠もクロフトンという人物の記録も存在しないとしている。
1708年2月に死去した。